# حزب مردم کانادا
حزب مردم کانادا (انگلیسی: People's Party of Canada; فرانسوی: Parti populaire du Canada‎) از احزاب سیاسی فدرال کانادا است. این حزب توسط ماکسیم برنیه در ۱۸ سپتامبر ۲۰۱۸ و کمی پس از استعفای او از حزب محافظه‌کار ایجاد شد. از این حزب با لقب‌های محافظه‌کار، لیبرتارین و پوپولیستی یاد شده‌است.